# Knox Martin

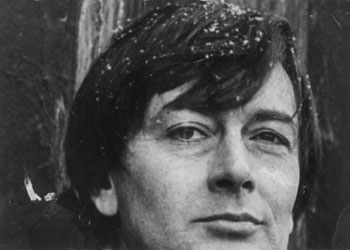
Knox Martin

Knox Martin (* 12. Februar 1923 in Barranquilla, Kolumbien; † 15. Mai 2022 in New York City) war ein US-amerikanischer Bildhauer und Maler.

## Leben
Knox Martin war ältester Sohn des Militär- und Testpiloten William Knox Martin und von Isabelle Vieko. Sein Vater hatte als Erster den Flug über die Anden gewagt. Im Jahr 1927 wurde er bei einem Autounfall in Watertown der Nähe von New York getötet. Seine Witwe und seine drei Söhne zogen nach seinem Tod von Salem, Virginia, nach New York City um.
Nachdem er im Zweiten Weltkrieg als Soldat gedient hatte, studierte Knox Martin von 1946 bis 1950 an der Art Students League of New York. Dort gehörten Harry Sternberg, Vaclav Vytlacil, Will Barnet, und Morris Kantor zu seinen Kommilitonen. Im Jahr 1954 brachte Knox Martins Freund Franz Kline ein Gemälde von ihm zur Stable Gallery. Der Galerist Charles Egan sah es dort und fragte Martin, ob er seine Arbeit in einer Schau zum zehnten Jahrestag der Egan Gallery zeigen wolle.
Martin lebte und arbeitete in New York und wurde dem Abstrakten Expressionismus zugerechnet. Er war in erster Linie ein Wandmaler in Stil und Inhalt des Muralismo. Seine Arbeiten sind an den Wänden von Gebäuden in New York zu sehen. Gemälde und Skulpturen von ihm können im Whitney Museum of American Art, im Brooklyn Museum, im Portland Art Museum, dem Baltimore Museum of Art, im Denver Art Museum, Museum of Art Oklahoma City, Berkeley Art Museum gefunden werden.
Knox Martin war als Master of Arts an der Art Students League in New York tätig und war 2002 Professor an der Yale University. Außerdem lehrte er an der New York University, der University of Minnesota und der International School of Art in Umbrien. 2002 wurde Knox Martin in die National Academy of Design aufgenommen. Martin gewann  eine Auszeichnung der Adolph and Esther Gottlieb Foundation.
Im Herbst 2010 gestaltete Knox Martin eine Einzelausstellung seiner Schwarzweiß-Gemälde in New York City. Knox Martin starb 2022 im Alter von 99 Jahren.